# Django Reinhardt
Django Reinhardt, właśc. Jean-Baptiste Reinhardt  (ur. 23 stycznia 1910 w Liberchies, zm. 16 maja 1953 w Fontainebleau) – francuski gitarzysta i kompozytor romskiego pochodzenia urodzony w Belgii.
Reinhardt uważany jest za jednego z najwybitniejszych gitarzystów wszech czasów. Po tym jak w wieku 18 lat doznał poparzeń w pożarze, Reinhardt podczas gry solowej używał tylko wskazującego i środkowego palca lewej ręki (pozostałe palce zostały sparaliżowane). Wymyślił on wówczas nowy styl techniki gry na gitarze (czasem zwanym „hot jazz guitar”), która od tamtego momentu stała się popularna nie tylko w cygańskiej muzyce Francji. Wspólnie ze skrzypkiem Stéphane’em Grappellim stworzył Quintette du Hot Club de France określony przez krytyka Thoma Jureka jako „jeden z najbardziej oryginalnych zespołów w historii jazzu nagranego”. Najpopularniejsze kompozycje Reinhardta stały się standardami jazzowymi, w tym takie utwory jak „Minor Swing”, „Daphne”, „Belleville”, „Djangology”, „Swing ’42” oraz „Nuages”.

## Życiorys

### Młodość
Ojciec Reinhardta nazywał się Jean Eugéne Weiss, lecz przybrał przydomek Jean-Baptiste Reinhard na swoim akcie urodzenia, aby uniknąć poboru do francuskiego wojska. Jego matka, Laurence Reinhardt była tancerką. W akcie urodzenia widnieje: „Jean Reinhardt, syn Jeana Baptiste’a Reinharta, artysty, oraz Laurence Reinhart, gospodyni domowej, zamieszkali w Paryżu”. Django w języku romskim oznacza „budzę/wzbudzam”. Reinhardt spędził większość swojej młodości w romskich obozowiskach w okolicach Paryża, gdzie rozpoczął grę na banjo, gitarze i skrzypcach. Jego rodzina zarabiała na życie z wyrabiania mebli z wikliny, jednak część krewnych była zapalonymi muzykami amatorskimi.
Reinhardt był zafascynowany muzyką od najmłodszych lat, zaczynając od gry na skrzypcach. W wieku dwunastu lat otrzymał w prezencie od sąsiada starą hybrydową sześciostrunową gitarę banjo, instrument brzmiący jak gitara, ale wyglądający jak banjo. Szybko nauczył się na niej grać, naśladując palcówki muzyków, których obserwował. Jego pierwsze znane nagrania, zrealizowane w 1928 roku, zawierały grę Reinhardta na banjo. W tym okresie był on pod wpływem dwóch starszych muzyków cygańskich – gracza banjo Gustiego Mahly oraz gitarzysty, Jeana „Poulette” Castro. Przed osiągnięciem trzynastego roku życia Reinhardt był w stanie grać muzykę na żywo. Natomiast dopiero będąc osobą dorosłą zdobył wykształcenie podstawowe i opanował podstawy czytania i pisania.

### Wypadek
Pod koniec 1928 roku w Saint-Ouen – mając osiemnaście lat – Reinhardt doznał oparzeń w pożarze wozu cygańskiego, który dzielił ze swoją pierwszą żoną, Florine „Bellą” Mayer. By dorobić, małżonka zajmowała się wykonywaniem sztucznych kwiatów z celuloidu i papieru (które sprzedawała przy cmentarzach). Wracając z wieczornego występu, w drodze do łóżka, Reinhardt prawdopodobnie potrącił świecę, po czym natychmiast pojazd zajął się ogniem. Pomimo szybkiej interwencji rodziny oraz sąsiadów, doznał oparzeń pierwszego oraz drugiego stopnia połowy ciała, a także paraliżu prawej nogi, a dwa palce lewej ręki zostały ciężko poparzone. Lekarze nie dawali mu szansy na powrót do gry na gitarze i zamierzali amputować nogę. Reinhardt odmówił lekarzom wykonania operacji, po czym przez osiemnaście miesięcy zostawał przykuty do łóżka w domu opieki. W tamtym czasie muzyk uczył się gry dwoma sprawnymi palcami lewej ręki.
Brat Django – Joseph – także utalentowany gitarzysta, kupił mu nową gitarę. Pomimo paraliżu obu palców rehabilitacja oraz trening pomogły mu nauczyć się gry w całkowicie nowy sposób. Wszystkie solówki grał za pomocą tylko dwóch sprawnych palców, używając dwóch innych, sparaliżowanych, przy akordach.
W styczniu 1929 roku urodził się Henri „Lousson” (vel Lousson Baumgartner, zm. 1992) – syn Belli, z którą był wówczas w separacji.

### Odkrywanie jazzu

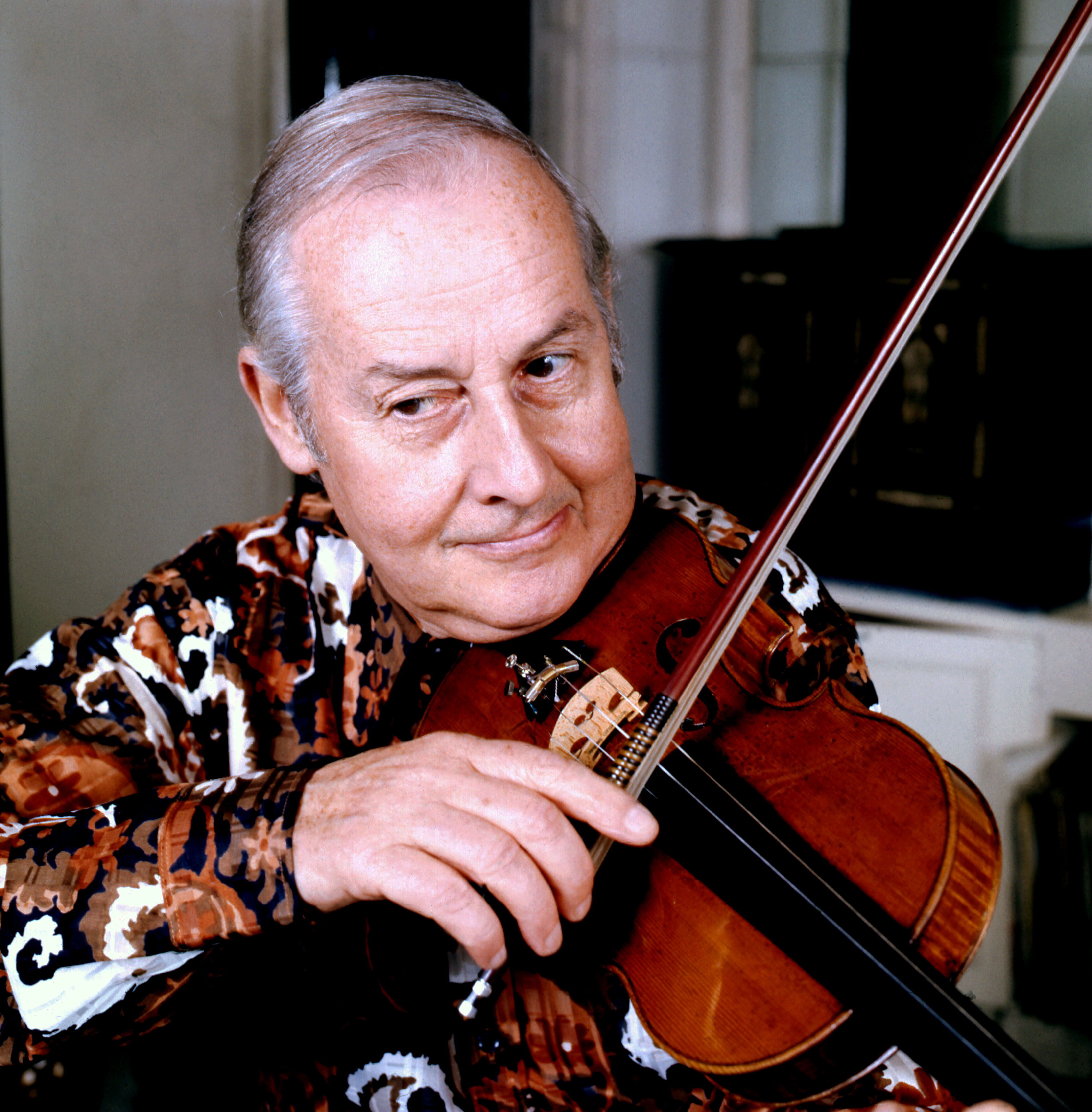
Stephane Grappelli (aut. Allan Warren; 1976)

Lata 1929 do 1933 były dla Reinhardta latami kształtującymi. Istotnym etapem rozwoju było przejście z banjo na gitarę. W tym czasie po raz pierwszy usłyszał jazz amerykański; znajomy Émile Savitry zagrał mu utwory ze swojej domowej kolekcji – szczególnie był on pod wrażeniem Louisa Armstronga, którego nazywał „swoim bratem”. Niedługo potem poznał Stéphane’a Grappelliego, skrzypka o bardzo podobnych zainteresowaniach muzycznych. Przez brak komercyjnego zainteresowania ich muzyką ta dwójka grała sesje improwizacyjne w gronie różnych muzyków. Reinhardt nabył swoją pierwszą gitarę Selmer w połowie lat 30. Instrument przy swojej głośności nie utracił czystości wydobywanych dźwięków.

### Zespół
W 1934 roku sekretarka Hot Club de France, Pierre Nourry, zaprosiła Reinhardta oraz paryskiego skrzypka Grappelliego do założenia Quintette du Hot Club de France z Josephem Reinhardtem oraz Rogerem Chaputem na gitarze i Louisem Vola na basie. Czasami Chaput był zastępowany przez cygańskiego przyjaciela Reinhardta – Pierre’a „Baro” Ferreta. Wokalista Freddy Taylor brał udział w nagraniach kilku piosenek, m.in. „Georgia on My Mind” i „Nagasaki”. Pierwszym wokalistą grającym z Django był Jean Sablon. Nie mając prawdziwej sekcji dętej, zmuszeni byli używać w jej miejsce gitar. Quintette du Hot Club de France (przynajmniej w kilku jej wersjach) był jedną z niewielu rozpoznawalnych formacji jazzowych złożonych wyłącznie z instrumentów strunowych.
14 marca 1933 roku w Paryżu Reinhardt nagrał po dwie wersje utworów „Parce-que je vous aime” oraz „Si, j’aime Suzy”, kompozycji wokalnych wspieranych partiami gitarowymi. W sierpniu następnego roku inne nagrania zostały zrealizowane przy użyciu więcej niż jednej gitary (Joseph Reinhardt, Roger Chaput i Django), w tym pierwsze nagranie kwintetu. Przez te dwa lata w zdecydowanej większości ich nagrań użyto szerokiej gamy rogów, a także fortepianu, czy bębnów.
W 1934 roku w paryskim pokoju hotelowym Louis Armstrong przesłuchał Reinhardta, jednak trębacz nie był pod wrażeniem jego gry. Reinhardt nagrywał także z wieloma amerykańskimi muzykami jazzowymi jak Adelaide Hall, Coleman Hawkins, Benny Carter i Rex Stewart. W późniejszych latach realizował nagrania również z Dizzym Gillespiem, dla którego Reinhardt był jedną z głównych inspiracji. Reinhardt oraz Hot Club of France używali gitar Selmer Maccaferrim – gitar z wcięciem, a później także z gryfem wzmocnionym aluminium. W 1937 roku Adelaide Hall wraz ze swoim mężem Bertem Hicksem otworzyła w paryskim Montmartre klub nocny „La Grosse Pomme”. Do swoich występów zatrudniła także Quintette du Hot Club de France jako jeden z rezydujących zespołów. W pobliżu znajdował się także salon artystyczny R-26, w którym Reinhardt i Grappelli regularnie występowali.

### II wojna światowa

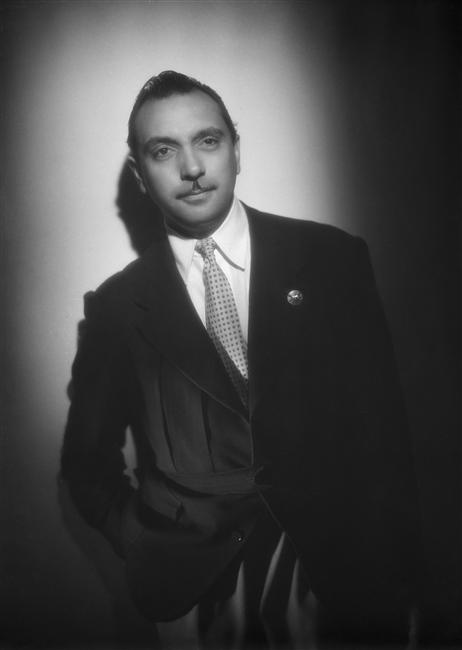
Django Reinhardt (1944)

W czasie II wojny światowej kwintet był w trasie koncertowej po Anglii. Reinhardt niezwłocznie powrócił do Paryża, natomiast Grappelli na czas wojny pozostał z zespołem w Londynie. Reinhardt odnowił formację z Hubertem Rostaingiem na klarnecie, który zastąpił Grappelliego na skrzypcach. W 1943 roku Reinhardt poślubił Sophię „Naguine” Ziegler w Salbris, z którą miał syna Babika, który także był gitarzystą.
Reinhardt przetrwał wojnę bez uszczerbku na zdrowiu, w przeciwieństwie do większości Cyganów, którzy byli internowani i później mordowani w ramach nazistowskiego planu zagłady ludności romskiej. Muzyk dwukrotnie próbował uciec z okupowanej Francji, jednak te próby były nieudane. Reinhardt miał przetrwać dzięki ochronie ze strony, potajemnie kochających jazz, niemieckich oficerów, takich jak Oberleutnant Luftwaffe Dietrich Schulz-Köhn (vel „Doktor Jazz”).
W październiku 1940 roku, podczas pierwszej sesji nagraniowej w czasie niemieckiej okupacji, Reinhardt przy udziale jego zespołu Nouveau Quintette nagrał nową kompozycję „Rythme futur”. Był to futurystyczny utwór, będący awangardową formą jazzu, w przeciwieństwie do wszystkiego co było wcześniej. „Rythme futur” był dziełem obrazującym horror wojny. Autor przełożył terror tamtych czasów na język muzyki – brat, Joseph „Nin-Nin” grał la pompe niczym toczący się w rytm dźwięków czołg, z kolei linia melodyczna Django była terkotem staccato karabinu maszynowego.

### Tournée po Stanach Zjednoczonych

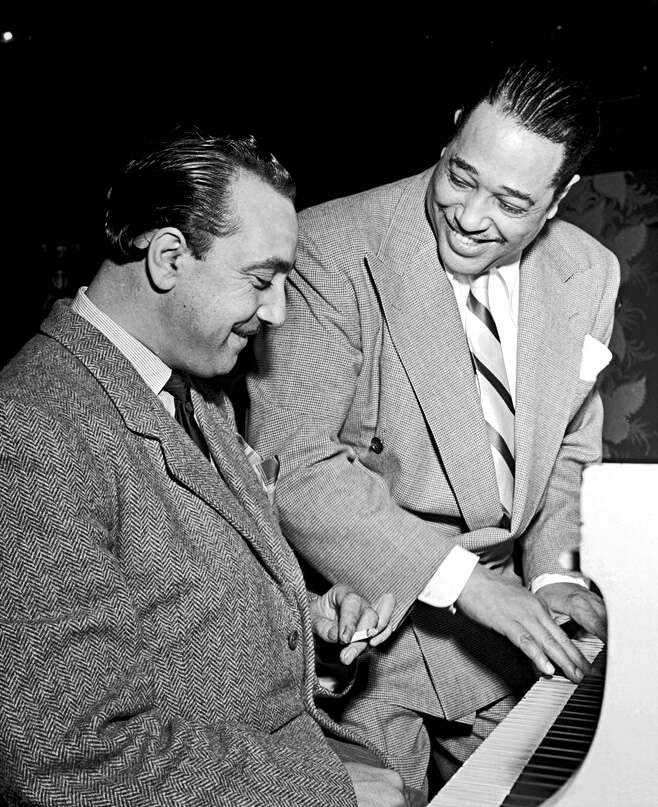
Reinhardt i Duke Ellington (Nowy Jork, 1946)

Po wojnie Reinhardt dołączył w Wielkiej Brytanii ponownie do Grappelliego. Na początku listopada 1946 roku zadebiutował podczas trasy za oceanem w Cleveland Music Hall – jako gość specjalny wraz z Dukiem Ellingtonem i jego orkiestrą. Reinhardt zaproszony został do współpracy z Ellingtonem podczas niewielkiego tournée po Środkowym Zachodzie. Europejczyk przyjechał do Cleveland bez żadnej gitary, ponieważ zakładał, że przedsiębiorstwa muzyczne będą rywalizować o możliwość przekazania mu instrumentów, na których miał zagrać. Reinhardt szybko jednak zorientował się, że było inaczej, i zmuszony został do zakupu gitary na własną rękę. Gitarzysta grał z wieloma popularnymi muzykami i kompozytorami jak Maury Deutsch. Pod koniec trasy wystąpił dwukrotnie w nowojorskiej sali koncertowej Carnegie Hall – pierwszy z występów skończył się owacją publiczności i sześciokrotnym powrotem muzyka na scenę; drugi z koncertów nie przypadł do gustu krytykom – muzyk spóźnił się znacząco na występ (spotkał on wcześniej na ulicy francuskiego pięściarza Marcela Cerdana). Pomimo dumy, jaką Django odczuwał, grając z Ellingtonem (pisał o tym w jednym z dwóch listów do Grappelliego), nie czuł się zintegrowany z zespołem. Grywał on tylko pod koniec koncertu kilka utworów wspólnie z Ellingtonem, gdzie dla gitarzysty nie było przeznaczonych specjalnych aranżacji. Po zakończeniu trasy związał się z Café Society Uptown, będąc wspieranym przez rezydujący zespół muzyczny grał cztery solówki dziennie, które przyciągały tłumy.
Ponieważ Reinhardt zapomniał zabrać ze sobą gitarę Selmer Modèle Jazz, zmuszony był grać w Stanach na nie swojej gitarze elektrycznej. Przeszkodziło to muzykowi w uzyskaniu delikatnego stylu gry, jaki wcześniej prezentował.
Oprócz częściowego niepowodzenia w Carnegie Hall, głównym powodem rozczarowania Ameryką była najprawdopodobniej samotność muzyka. Jako rodzinny i towarzyski człowiek, czuł dyskomfort, ponieważ nie mógł się z nikim porozumieć we własnym języku. Dodatkowo doświadczając szorstkość ze strony Amerykanów, Reinhardt odczuwał wyobcowanie. Tęsknił on za domem, żoną i swoim małym synkiem.
Mimo że Reinhardtowi obiecano pracę w Kalifornii, w lutym 1947 roku wrócił on do Francji.

### Koniec działalności kwintetu
Po powrocie do Francji Reinhardt występował w i poza Paryżem, zanim wiosną 1947 roku rozpoczął koncertowanie w Belgii. W tamtym czasie gitarzysta zaczął czuć się rozbity, co ostatecznie doprowadziło do rozłamu Quintette du Hot Club de France. Założyciele zespołu – Charles Delaunay i Hugues Panassié – zasadniczo nie zgadzali się co do roli bebopu w przyszłości muzyki jazzowej. Delaunay skłaniał się ku twierdzeniu, że bebop miał być kluczowym elementem rozwoju jazzu, natomiast Panassié uważał bebop za sprzeczny z esencją jazzu, nie uznając jednocześnie tego stylu za estetyczny. W sytuacji, gdy Reinhardt jako jedyny reprezentował francuskie stanowisko w narracji historii jazzu w tamtym czasie, obaj twórcy formacji walczyli, by przekonać Reinhardta do ich racji. Reinhardt do końca życia kontynuował grę, która kroczyła przez granice tradycji i nowoczesności. Muzyk nadal zgłębiał właściwości bebopu, jednak wyraźnie czuł zobowiązanie do pozostania wiernym tradycyjnym dźwiękom.
Reinhardt spędził resztę życia pogrążając się ponownie w cygańskim życiu, nie mogąc dostosować się do powojennej rzeczywistości. Czasami pojawiał się na swoich koncertach bez wzmacniacza lub błąkał się po parkach i plażach, a czasem nawet odmawiał wstania z łóżka. Przez swoich fanów, managerów i zespół uważany był za skrajnie niesolidnego. Zdarzało mu się pójść „na spacer po plaży” lub „poczuć bryzę” zamiast na wyprzedany koncert. W tamtym czasie muzyk kontynuował udział w występach w salonie artystycznym R-26 w Montmartre, improwizując ze swoim oddanym współpracownikiem Stephane’em Grappellim.
W 1949 roku gitarzysta wyruszył wspólnie z Grappellim w krótką trasę koncertową po Włoszech. Na początku tamtego roku Reinhardt – wraz ze swoim towarzyszem – trafił do studia nagraniowego w Rzymie. Podczas sesji wspomagała ich sekcja rytmiczna (bas: Carlo Pecori, fortepian: Gianni Safred, perkusja: Aurelio de Carolis). Nagrany wówczas materiał pierwotnie nie został wydany. Był to ostatni wspólny studyjny projekt obu muzyków. Dopiero w 1961 roku nagrania (12 utworów z tamtej sesji) zostały wydane na amerykańskim rynku (wytwórnia RCA Victor), które trafiły na album Djangology.

### Ostatnie lata

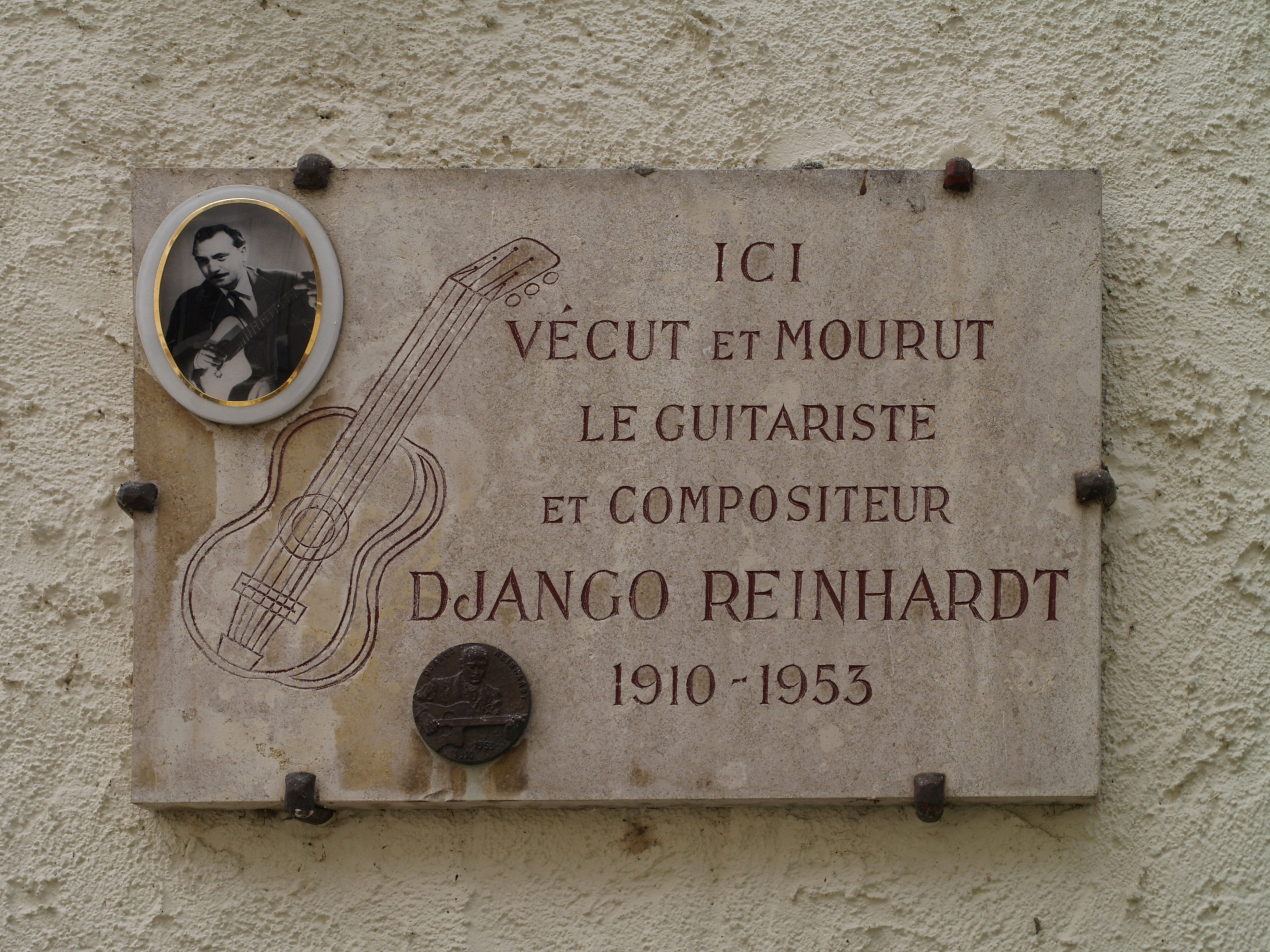
Tablica upamiętniająca Reinhardta w Samois-sur-Seine

W 1951 roku Reinhardt przeprowadził się do Samois-sur-Seine (na południe od Paryża, nieopodal Fontainebleau), gdzie mieszkał do śmierci. Kontynuował grę w paryskich klubach jazzowych, gdzie zaczął grać na gitarze elektrycznej. Finalne nagrania zrealizowane z „Nouvelle Quintette”, w ostatnich miesiącach jego życia, pokazywały zmianę kierunku muzycznego – połączył bebop ze swoim stylem melodycznym.
Wracając pieszo ze stacji kolejowej w Avon, po koncercie w paryskim klubie, Reinhardt upadł przed swoim domem, co było spowodowane krwotokiem mózgowym. Była to sobota, więc przyjazd zajął lekarzowi cały dzień. Muzyka niezwłocznie przywieziono do szpitala w Fontainebleau. Diagnoza potwierdzająca wylew krwi do mózgu była zbyt późna, by skutecznie interweniować. Jeszcze tego samego dnia Reinhardt zmarł nie odzyskując przytomności.

## Życie prywatne
Drugi syn Reinhardta, Babik, był gitarzystą grającym jazz. Jego pierwszy syn, Lousson Baumgartner komercyjnie nigdy nie nagrywał i sporadycznie grywał na paryskiej scenie jazzowej. Po śmierci Django jego brat Joseph na ponad rok odstawił do futerału gitarę Selmer Modéle Jazz. W taki sposób „Nin Nin” – zgodnie z cygańską tradycją – oddał honory swojemu bratu, by w 1955 roku ponownie sięgnąć po instrument.
Przedstawiciele trzeciej generacji bezpośrednich potomków Reinhardta zostali muzykami: David Reinhardt, wnuk Django (syn Babika), występuje ze swoim trio. Natomiast prawnuk Django, Dallas Baumgarnter (wnuk Loussona) także został muzykiem podróżującym z Romami, unikając jednak rozgłosu.
Django miał kuzyna Schnuckenacka Reinhardta (1921–2006), który był skrzypkiem i mieszkał w Niemczech. Wielu krewnych Reinhardta również było zaangażowanych w muzykę, także jego wnuk stryjeczny Lulo Reinhardt.

## Dziedzictwo
Od śmierci Reinhardta w 1953 roku wielu Cyganów kontynuowało tę muzykę jako własną, co było od tamtego czasu pewnego rodzaju kulturalną spuścizną muzyka. Duża liczba europejskich Romów w młodym wieku wzoruje się na muzyce, którą wykreował Django.

Zrobił on [Reinhardt] więcej niż ktokolwiek inny dla gitary w muzyce jazzowej. Jego sposób gry nie był podobny do żadnego innego, a jazz stał się inny właśnie dzięki niemu. Może być wielu innych świetnych gitarzystów, ale nigdy nie będzie kolejnego Reinhardta. Jestem tego pewien.

Przez około dziesięć lat po śmierci Reinhardta zainteresowanie jego muzyką było niewielkie. Zanim nastały lata 50. bebop wyparł swing w jazzie, powstał rock and roll i elektryczne instrumenty zastąpiły akustyczne w muzyce popularnej. W tym czasie przyjaciele i partnerzy muzyczni Reinhardta, tacy jak Pierre Ferret z braćmi, kontynuowali granie autorskiej wersji gypsy-swingu.

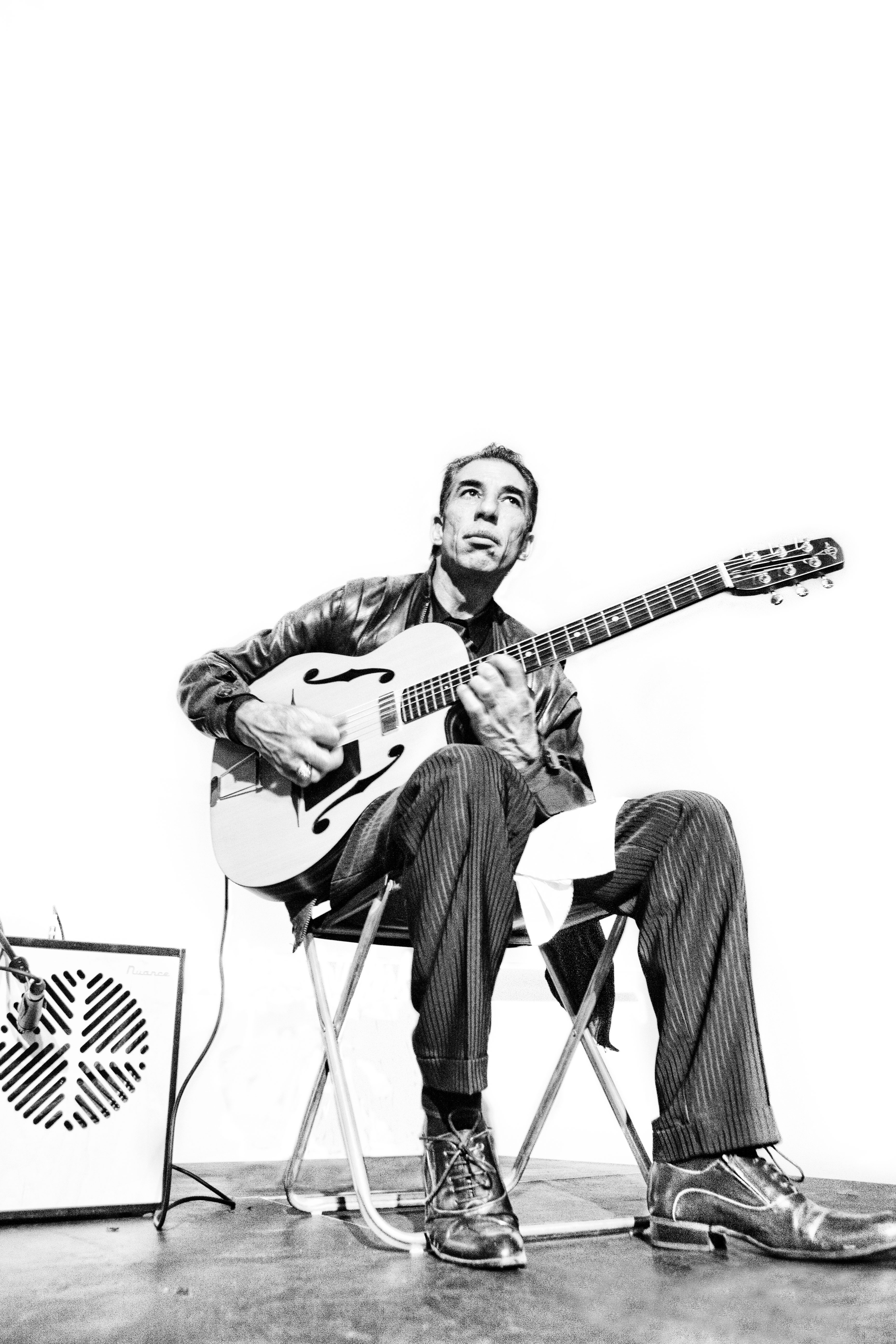
Grający w stylu Reinhardta Angelo Debarre

W 1973 roku Stéphane Grappelli sformował udany kwartet z brytyjskim gitarzystą Dizem Disleyem oraz Dennym Wrightem. Grappelli uczestniczył w tworzeniu wielu muzycznych projektów, wspólnie z takimi muzykami jak John Etheridge, Nigel Kennedy oraz David Grisman. 
W Holandii zaczęli pojawiać się muzycy nowego pokolenia grający w stylu Reinhardta, m.in. Jimmy i Stochelo Rosenberg oraz Paulus Schäfer.
Francuz Boulou Ferré (syn „Matelot” Ferreta) występuje ze swoim bratem Eliosem. Łączą oni w swojej twórczości bebop z gypsy swingiem. Innymi uzdolnionymi gitarzystami wzorującymi się na muzyce Reinhardta są Biréli Lagrène i Angelo Debarre.
Wczesnym gitarzystą grającym w stylu cygańskiego jazzu, niebędącym pochodzenia romskiego, był René Didi Duprat (ur. 1926). Do współczesnych muzyków tworzących i nagrywających w stylu Django Reinhardta należą: John Jorgenson, Jon Larsen (i jego Hot Club de Norvège, założone w 1979 roku), a także Joscho Stephan, Andreas Öberg, Frank Vignola, George Cole, Stephane Wrembel i Reynold Philipsek.
Popularność jazzu cygańskiego spowodowała powstawanie licznych festiwali, takich jak Festival Django Reinhardt we francuskim Samois-sur-Seine, którego początki sięgają końca lat 60. Z czasem także w Stanach Zjednoczonych zaczęto organizować imprezy muzyczne z serii DjangoFest. Jednym z nich jest festiwal DjangoFest NorthWest powstały w 2001 roku, który odbywa się w Whidbey Island Center for the Arts w Langley (na Whidbey Island) w amerykańskim stanie Waszyngton. Wydarzenie trwa przez pięć dni pod koniec września każdego roku.

## Reinhardt w kulturze masowej
- 1954: „Django” – utwór (w stylu cygańskim) skomponowany przez jazzowego pianistę Johna Lewisa z Modern Jazz Quartet na cześć Reinhardta[121]; wielu wykonawców nagrało własne wersje tego utworu[122]
- 1974: Reinhardt autorem ścieżki dźwiękowej do filmu w reżyserii Louisa Malle’a – Lacombe Lucien[123]
- 1977: „Django” – krótkie opowiadanie Harlana Ellisona zainspirowane osobą Reinhardta (pojawia się w kolekcjach: Shatterday i Dreams with Sharp Teeth)[124][125]
- 1978: muzyka Reinhadta została użyta w filmie Król Cyganów. Stéphane Grappelli wystąpił w filmie w epizodycznej roli (członek jednego z zespołów cygańskich)[126]
- 1993: Dzieci Swinga – Reinhardt jest idolem Arvida, gdzie jego lewa ręka została uszkodzona przez członka Hilterjugend, ale przykład Reinhardta powoduje, że bohater kontynuuje grę[127]
- 1999: Słodki drań (reż. Woody Allen) – biografia filmowa opowiada o fikcyjnym amerykańskim gitarzyście o nazwisku Emmet Ray i jego obsesji związanej z Reinhardtem; w tle z muzyka Howarda Aldena[128]
- 2002: kilkanaście utworów nagranych przez Reinhardta użyto w grze komputerowej Mafia[129]
- 2003: Trio z Bellville – muzyk został zobrazowany na początku filmu animowanego[130]
- 2004: Głowa w chmurach – amerykański muzyk John Jorgenson sportretował w filmie Reinhardta[131]
- 2005: na rynku pojawiło się pierwsze wydanie platformy programistycznej Django, który nazwę zawdzięcza gitarzyście[132]
- 2007: w grze BioShock wykorzystano utwory nagrane przez gitarzystę[133]
- 2010: belgijski rząd wydał monetę upamiętniającą Reinhardta (92,5% srebra) z okazji setnej rocznicy jego urodzin; moneta o wartości nominalnej 10 € z kolorowym wizerunkiem muzyka na rewersie[134]
- 2010: w setną rocznicę urodzin Reinhardta Google – na terenie Francji i Belgii – udostępnił przy oknie wyszukiwarki Doodle z wizerunkiem muzyka[135]
- 2010: ścieżka dźwiękowa do gry Mafia II (utwory: „Belleville”, „You’re Driving Me Crazy”)[136]
- 2011: w filmie Martina Scorsese Hugo i jego wynalazek pojawia się postać określona jako Reinhardt (grający na gitarze z kapelą w restauracji dworcowej)[137]
- 2011: utwór „Tango for Django” (album: How to Become Clairvoyant) Robbiego Roberstsona napisany w hołdzie dla muzyka[138]
- 2017: francuski film biograficzny Django (w roli Reinhardta: Reda Kateb)

Filmy z muzyką Reinhardta
- 1980: Wspomnienia z Gwiezdnego Pyłu[139]
- 1991: Historia z Los Angeles[140]
- 1997: Gattaca – szok przyszłości[141]
- 1997: Metroland (ścieżka dźwiękowa)[142]
- 1999: Matrix[143]
- 2000: Czekolada[144]
- 2001: Kate i Leopold[145]
- 2004: Aviator[146]
- 2005: Daltry Calhoun[147]

Pozostałe
- Noddy Holder z glam-rockowego zespołu Slade i jego żona Suzan Price nazwali swojego syna imieniem Django by upamiętnić Reinhardta[148]
- Tony Iommi – gitarzysta zespołu Black Sabbath – w wieku 17 lat odniósł obrażenia podczas pracy w zakładzie pracy, kiedy stracił koniuszki dwóch palców; przyjaciel Iommiego – by zachęcić go do zrealizowania swoich marzeń o byciu profesjonalnym gitarzystą – inspirował muzyka odtwarzaniem nagrań Django Reinhardta[149]

## Wpływ na innych artystów
Wielu gitarzystów i muzyków wyraziło podziw dla Django Reinhardta lub cytowało go jako główny autorytet. Jeff Beck opisał Reinhardta jako „Jak dotąd najbardziej zadziwiający gitarzysta…” oraz „…dość nadludzki…”
Szczególną inspiracją muzyków Jerry’ego Garcii (zespół Grateful Dead) oraz Tony’ego Iommi (zespół Black Sabbath), którzy stracili palce w wypadku, była zdolność Reinhardta do zostania znakomitym gitarzystą/muzykiem pomimo zmniejszonego wykorzystania trwale uszkodzonej ręki po wypadku. W czerwcu 1985 roku Jerry Garcia powiedział w wywiadzie dla Frets Magazine: „Jego technika jest wspaniała! Nawet dziś nikt tak naprawdę nie doszedł do stanu, w jakim on grał. Nawet dobrzy muzycy nigdy nie osiągnęli tego, co on osiągnął. Jest wielu muzyków, którzy grają szybko, którzy grają czysto, lecz żaden muzyk nie gra całej pełni ekspresji tak jak Django. Chodzi mi o kombinację nieprawdopodobnej prędkości – cała szybkość, której mógłbyś pragnąć – ale również, każda nuta ma specyficzną osobowość. Nie słyszysz tego, ja również nigdzie tego nie słyszałem poza Django”.
Piosenki napisane na cześć Reinhardta obejmują „Django” – instrumentalny utwór gitarowy wykonany przez znanego gitarzystę bluesrockowego Joego Bonamassę. Utwór powstał z wprowadzeniem skrzypcowym z „Vous et Moi” (Blues et Mineur 1942, Bruksela), gdzie Reinhardt zagrał na skrzypcach. „Vous et Moi” stał się tytułem szóstego albumu Bonamassa, gdzie utwór po raz pierwszy pojawił się w 2006 roku. Nieco później pojawiły się wersje na żywo „From Nowhere in Particular” (2009) i koncert z 4 maja w Royal Albert Hall na DVD. „Django”, skomponowany przez Johna Lewisa, który stał się standardem jazzowym wykonywanych przez muzyków takich jak Miles Davis. Modern Jazz Quartet jeden ze swoich albumów nazwał „Django” na jego cześć. Piosenka Allman Brothers Band, „Jessica” została napisana przez Dickeya Bettsa w hołdzie Reinhardtowi – chciał on napisać piosenkę, która mogłaby być zagrana przy użyciu tylko dwóch palców. Kompozytor Jon Larsen skomponował kilka koncertów inspirowanych muzyką Reinhardta wraz z udogodnieniami symfonicznymi, najbardziej znane to „White Night Stories” (2002) oraz „Vertavo” (1996).
W 2005 roku Django Reinhardt zajął 66. miejsce w plebiscycie na Największego Belga (De Grootste Belg) we Flandrii, a także 76. miejsce w wersji walońskiej głosowania – Les plus grands Belges.
Kubański kompozytor i gitarzysta Leo Brouwer skomponował wariacje (Variations on a Theme of Django Reinhardt, 1984 rok) do solówki gitarowej Django Reinhardta. Są one skomponowane na podstawie „Nuages” Reinhardta.

## Dyskografia
- 1945: Paris 1945
- 1947: Ellingtonia – z Rex Stewart Band – Dial 215
- 1949: Djangology
- 1951: Django Reinhardt and the Hot Club Quintet
- 1951: At Club St. Germain
- 1953: Django Reinhardt et Ses Rythmes
- 1954: The Great Artistry of Django Reinhardt
- 1955: Django's Guitar
- 1959: Django Reinhardt and His Rhythm
- 1980: Routes to Django Reinhardt
- 1991: Django Reinhardt – Pêche à la Mouche: The Great Blue Star Sessions 1947/1953
- 1996: Imagine
- 1997: Django Reinhardt: Nuages z Colemanem Hawkinsem
- 1998: The Complete Django Reinhardt HMV Sessions
- 2000: The Classic Early Recordings in Chronological Order (zestaw 5 CD)
- 2001: All Star Sessions
- 2001: Jazz in Paris: Swing 39
- 2002: Djangology (remastered – nagrana w 1948, zremasterowana I wydana przez Bluebird Records)
- 2003: Jazz in Paris: Nuages
- 2003: Jazz in Paris: Nuits de Saint-Germain des-Prés
- 2004: Le Génie Vagabond
- 2005: Djangology (wydanie powtórne, Bluebird)
- 2008: Django on the Radio (audycje radiowe, 1945–1953)
- opublikowano także przynajmniej osiem wydawnictw kompilacyjnych